# Pierre Chédeville
Pierre Chédeville (* 13. Oktober 1694 in Oulins; † 24. September 1725 in Paris) war ein französischer Musette-Virtuose. Er stammte aus der Musikerfamilie Chédeville-Hotteterre. Pierre Chédeville trat im Gegensatz zu seinen Brüdern Esprit Philippe und Nicolas Chédeville explizit nicht als Komponist hervor.

## Leben und Werk
Pierre Chédeville wurde als 15-Jähriger 1709 mit seinem Bruder Esprit Philippe als Musette-Spieler an die Pariser Oper verpflichtet. Die beiden Brüder standen dort offensichtlich unter Schutz und Aufsicht ihrer Großonkel Louis und Nicolas Hotteterre, denn sie wurden dort unter dem Namen Hotteterre geführt.
Im Januar 1714 übernahm Pierre Chédeville die Anwartschaft auf die Position seines Großonkels Louis Hotteterre, der sich von seinen öffentlichen Aufgaben zurückzog. Nach dessen Tod 1720 wurde Pierre Chédeville Oboist der königlichen Kammer und der Grande Écurie.
Pierre Chédeville starb 1725 in Paris und überlebte seinen Gönner Louis Hotteterre nicht lange.